# Bicornio

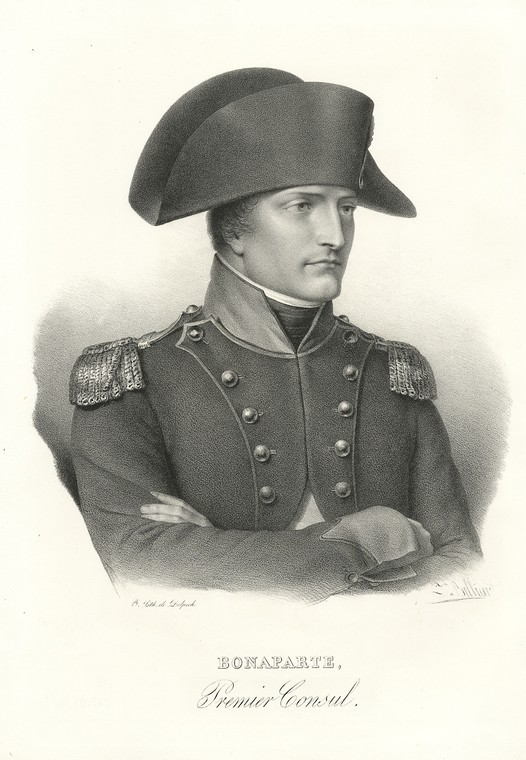
Napoleón Bonaparte con su característico sombrero de dos picos tipo «frontal». Litografía de François Delpech. (c. 1802).

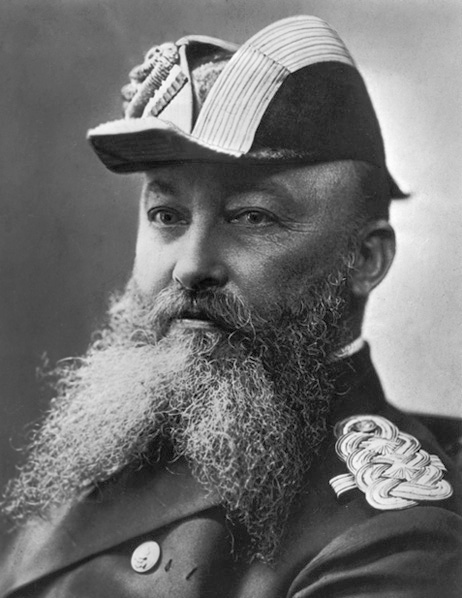
El almirante Alfred von Tirpitz con bicornio tipo «costal».

El bicornio o sombrero de dos picos es un sombrero que, en origen, tenía alas anchas recogidas hacia arriba. Fue adoptado por los oficiales de alto rango militar, tanto de los ejércitos de tierra como de las armadas, a partir de la década de 1790 y, más tarde, durante todo el siglo XIX y bien entrado el siglo XX por los embajadores y demás diplomáticos. Al bicornio internacionalmente se le solía llamar con el nombre francés chapeau de bras (sombrero de brazo), ya que a diferencia del precedente tricornio el bicornio era fácilmente plegable para ser llevado —cuando se le quitaba de la cabeza— bajo un brazo. En la cultura popular se asocia a este sombrero con Napoleón Bonaparte.
Deben distinguirse dos tipos de bicornios: el primero que era una simplificación del tricornio y que fue muy usado por los oficiales e incluso soldados rasos de países europeos a fines del siglo XIX, este bicornio "frontal" (las dos puntas iban perpendiculares al rostro y apuntaban hacia cada hombro) es muy conocido por las representaciones de Napoleón I ya que este lo usaba; ya desde fines de la primera década del siglo XIX el bicornio fue "costal" (las puntas en lugar de ir hacia los costados de la cabeza van desde la frente a la nuca) y muy fácilmente plegable como el usado por los generales rioplatenses Manuel Belgrano, José de San Martín o el venezolano Simón Bolívar para dar algunos ejemplos.
Lo han utilizado mucho los militares y más recientemente está presente en los uniformes de gala de muchos altos cargos, a menudo adornados con galones dorados y plumas.
Los estudiantes pobres de la Universidad de Salamanca llevaban en el bicornio una cuchara, con la que comían en los conventos la sopa boba. Por esta razón se les conocía como los sopistas.[cita requerida]